# Чивитавекия
Чивитавѐкия (на италиански: Civitavecchia) е град и община в западната част на Централна Италия.

## География
Град Чивитавекия се намира в област (регион) Лацио на провинция Рим на брега на Тиренско море. Пристанището на Чивитавекия осъществява връзка с островите Сардиния, Сицилия, Корсика, Малта, с градовете Барселона, Тулон и с Тунис. Населението наброява 52 250 жители според преброяването към 30 септември 2006 г. Смята се за второ по значение европейско пристанище, като се има предвид броя на преминаващите пътници.

## История
Днешният град е на мястото на етруско селище от 2 век.

## Икономика
Освен пристанището други основни отрасли в икономика на града са металообработването, нефтопреработването, хранително-вкусовата и дървообработващата промишленост.

## Спорт
Представителният футболен отбор на града носи неговото име и се казва „Чивитавекия Калчо 1920“. Състезава се в третия ешелон на италианския футбол групата Серия С1.

## Известни личности
Родени в Чивитавекия
- Анджело Парси (1800 – 1863), духовник
- Еудженио Скалфари (р. 1924), журналист

Починали в Чивитавекия
- Корнелий (папа) (?-253), духовник
- Анджело Парси (1800 – 1863), духовник